# Langrisser IV
Langrisser IV (ラングリッサーIV) là một hậu bản của Langrisser III trong series Langrisser của hãng Masaya. Phiên bản thứ tư này được phát triển bởi CareerSoft, nhóm phát triển thuộc Masaya. Game thuộc thể loại chiến thuật nhập vai và được phát hành trên hệ máy Sega Saturn, PlayStation vào ngày 01 tháng 08 năm 1997.

## Cách chơi
Langrisser IV vẫn giữ lại nhiều đặc tính chung của series Langrisser như mỗi đơn vị chỉ có 10 HP, các yếu tố tương khắc như kỵ binh-bộ binh-thương binh (lính đánh giáo). Ngoài cạnh ra, Langrisser IV còn có rất nhiều đặc điểm khác biệt so với Langrisser I, II bắt nguồn từ Langrisser III.
Yếu tố gameplay thay đổi lớn nhất là hệ thống chiến đấu dựa theo lượt giờ đây đã không còn là từng lượt "đơn thuần" nữa. Nếu như trong Langrisser I, II thì người chơi và máy chia nhau hành động trong mỗi lượt đi của mình, trong lượt thì có quyền cho bất cứ đơn vị nào hành động theo trật tự bất kỳ thì trong Langrisser IV này, lượt hành động của từng "đội" (bao gồm tướng chỉ huy và các đơn vị lính thuê của tướng đó) lại xảy ra phụ thuộc vào chỉ số phán đoán (判断力) của tướng chỉ huy nhóm đó. Nhóm nào có tướng có chỉ số phán đoán cao nhất sẽ được hành động trước, rồi tiếp theo là nhóm có chỉ số phán đoán hạ dần. Và khi hành động thì nhóm sẽ mất đi lực phán đoán được biểu thị bằng một thanh bar ở dưới góc trái của thanh status. Lực phán đoán này này sẽ phục hồi dần theo thời gian, khi nhóm đã chất dứt lượt hành động của mình. Như vậy, nhóm hay đơn vị nào càng hành động (di chuyển) ít thì sẽ càng ít tốn sức phán đoán và nó nhanh được phục hồi hơn, nhanh tới lượt hành động tiếp theo hơn. Một đặc điểm nữa là các loại tướng chỉ huy pháp sư, bộ binh luôn có lực phán đoán cao hơn kỵ binh và không binh, do đó họ được ưu tiên hành động trước trong turn. Như vậy, trong một turn thì có thể có nhóm không có được lượt hành động nào (do sức phán đoán thấp hơn các nhóm khác nhiều) hoặc cũng có nhóm được hành động tới vài lần. Lượt hành động của các nhóm có thể hiểu là thời gian tương đối trong một turn.
Một đặc điểm khác so với Langrisser I, II nữa là ở phiên bản này, tướng chỉ huy còn có chỉ số MR tu chính (M+) ngoài chỉ số D tu chính và A tu chính. Các chỉ số tu chính (修正) là chỉ số để cộng thêm vào các thông số của các đơn vị lính thuê như tấn công (A), phòng thủ (D) và phòng ma thuật (M). Ngoài ra, khi lên level, tướng chỉ huy còn có thể tăng thêm chỉ số "tri lực" (知力). Chỉ số này càng cao thì sát thương ma thuật do tướng gây ra càng lớn. Các loại tướng chỉ huy là pháp sư luôn có chỉ số này cao hơn các loại binh chủng khác. Không giống như Langrisser I, II, ở đây mỗi phép thuật có thời gian hao tổn để "niệm" hơn. Phép thuật càng cao cấp thì thời gian niệm càng kéo dài. Phiên bản này cũng có một số đồ trang bị cho phép rút ngắn thời gian niệm phép thuật.
Một điểm khác biệt nữa là khi di chuyển, các đơn vị sẽ xuất hiện cái gọi là "lượng hao tổn hành động" (消費行動量). Nếu như ở hai phiên bản đầu thì đơn vị duy chuyển được đến đâu thì có thể tấn công được đến đó thì ở đây, đơn vị luôn có tầm tấn công ngắn hơn so với tầm di chuyển. Các loại binh chủng bộ binh, pháp sư luôn có tầm tấn công ngắn hơn so với kỵ binh, không binh do lượng hao tổn lớn hơn. Nhưng trong game cũng có một số đồ trang bị giúp giảm bớt lượng hao tổn này, mở rộng phạm vi tấn công. Ngoài ra, một số vũ khí trang bị cũng làm tăng thêm lượng hao tổn, thu hẹp phạm vi tấn công của đơn vị.
Ngoài ra, một số loại binh chủng còn có thêm skill đặc biệt. Chẳng hạn như các loại binh chủng Ninja (Master Ninja, Genin, Kunoichi) có skill Ninjutsu giúp trèo tường, vượt chướng ngại vật dễ dàng. Một số binh chủng khác có skill gây ngủ cho đối phương hoặc tê liệt.

## Nội dung
Nếu ở hai phiên bản đầu, nội dung nghiêng về mặt truyền thuyết nhiều, thánh kiếm Langrisser và ma kiếm Alhazard được nhắc đến nhiều thì ở phiên bản này, câu chuyện lại nghiêng về mặt âm mưu chính trị nhiều hơn, thánh kiếm và ma kiếm chỉ còn ở hàng thứ yếu.
Game mở đầu bằng một đoạn demo giới thiệu cung đình của liên bang vương quốc Regenburg (レーゲンブルグ連邦王国), khi đại vương Cleones (クレオネス大王) khen ngợi công lao hiển hách của tướng quân Gizarof (ギザロフ将軍) sau khi dẹp loạn. Để ban thưởng công lao, đại vương Cleones phong cho tướng quân Gizarof một vùng đất phì nhiêu, nhưng Gizarof không nhận mà chỉ xin một ngôi làng nhỏ bé, nghèo nàn quanh năm đóng thuế không đủ ở vùng ngoại ô. Đây chính là điểm khởi đầu cho âm mưu của Gizarof, một chuỗi hành động quỷ quyệt, thủ thuật chính trị của hắn để lật đổ đại vương Cleones rồi chiếm đoạt thỉnh tinh thể hiền giả để có được sức mạnh vô song, trở thành chúa tể cai trị cả đại lục.
Bối cảnh còn cho biết liên bang Regenburg đang giao hảo với tiểu vương quốc Caconsis và đang giữ hai con tin là công chúa của tiểu quốc này. Hai con tin này nằm dưới sự quản lý của nguyên soái Rivas và cũng là đích nhắm của Gizarof nhằm phá vỡ hòa bình giữa Regenburg và Caconsis.
Âm mưu của Gizarof bắt đầu bằng việc tăng thuế gấp đôi ở làng Gotal (ゴタール村), một làng nhỏ nghèo nàn được đại vương Cleones ban cho. Làng này vốn đã không đủ sức đóng thuế, năng tăng gấp đôi thì dân làng chỉ còn đường cầm vũ khí phản kháng. Đây là cái cớ để Gizarof tiêu diệt làng và chiếm đoạt thủy tinh thể hiền giả trong làng. Tiếp đó Gizarof dùng quỷ kế vu khống cho nguyên soái Rivas tội phản nghịch, sát hại ông ta rồi leo lên chức nguyên soái. Con trai hắn là Kuruga lên nắm chức tướng quân còn trống trong liên bang. Tiếp theo, Gizarof dùng tà thuật hại chết đại vương Cleones, trong khi đó lần lượt dùng mưu loại trừ hết các ứng cử viên trở thành chồng của công chúa Rozensil, con gái của đại vương. Sau khi loại hết đối phương, hắn cho con trai Kuruga kết hôn với công chúa Rozensil và vương quyền lọt vào tay Rozensil. Hành động của Gizarof gây ra làn sóng bất bình trong số các tướng quân trung thành với đại vương Cleones và hắn cũng tìm cách tiêu diệt luôn những người này. Nhưng mục tiêu của Gizarof không chỉ là vương quyền, hắn còn liên kết với tà thần Gendrasil, lợi dụng ma thuật sĩ Jessica để tái tạo bộ giáp chiến binh khổng lồ nhằm cai trị toàn đại lục.
Nhân vật chính trong Langrisser IV là Landius, một thanh niên mồ côi được trưởng thôn Gotal nhặt về nuôi từ nhỏ. Khi dân làng Gotal chống lại thuế má của Gizarof, Landius cùng em trai Rikky trốn khỏi làng và trên đường đi gặp gỡ với hai công chúa vương quốc Caconsis là Sherfanil và Anjerina. Sau đó họ bị lôi kéo vào cuộc chiến giữa Caconsis và liên bang Regenburg. Trong lúc này, vương tử bóng tối Bozel lấy tên giả là Featora ngầm ngầm giúp đỡ Caconsis chống lại Regenburg. Đây là lần đầu tiên trong lịch sử Langrisser, Bozel lại tỏ ra hợp tác với loài người như vậy. Nhưng đích nhắm của Bozel chính là thủy tinh thể hiền giả đang nằm trong tay Gizarof, một mình hắn không đủ sức chiếm lại nên mới liên kết với phe đối lập của liên bang là Caconsis. Đến Scenario 16, ma tộc phía Bozel sẽ đề nghị Caconsis hợp tác cùng chống lại Gizarof. Tùy thuộc vào câu trả lời đồng ý hay không mà câu chuyện sẽ diễn ra theo 3 hướng khác nhau là A, B và C. Hướng chính thống là C, khi trả lời không liên kết với ma tộc. Nếu chọn liên kết thì tiếp theo đó sẽ có sự kiện Jessica bị bắt, nếu người chơi chọn tin vào Jessica thì câu chuyện sẽ diễn ra theo hướng A, nếu chọn tin Bozel thì câu chuyện sẽ diễn ra theo hướng B, khi nhân vật chính chống lại cả nhân loại và mang bóng tối đến cho một thời đại mới.
Như vậy, Langrisser IV vẫn giữ lại đặc điểm của Langrisser II (Der Langrisser) là cho phép người chơi chọn lựa hướng đi riêng cho mình chứ không bó buộc theo một hướng nhất định. Tùy vào hành động, chọn lựa của người chơi mà kết thúc game sẽ khác nhau. Trong cùng một hướng lại nảy sinh nhiều phân nhánh nhỏ, tùy vào lựa chọn của người chơi cũng dẫn tới nhiều sai biệt trong kết thúc. Và trong quá trình chơi, luôn có nhiều câu hỏi được đặt ra và chúng có ảnh hưởng tới mối quan hệ giữa Landius với các nhân vật nữ. Tương tự các phiên bản trước, Langrisser IV cũng có một số Scenario ẩn chỉ được kích hoạt khi người chơi đứng vào đúng vị trí bí mật nào đó trong một số Scenario nhất định.

## Các nhân vật chính trong Langrisser IV
Landius (ランディウス, lồng tiếng：Okiayu Ryutarou)
Nhân vật chính của game. Là nhân vật chính duy nhất trong lịch sử Langrisser không phải là hậu duệ của ánh sáng (光輝の末裔). Landius xuất thân từ làng Lecrio (レクリオ村) bị lũ lụt tàn phá, mất song thân và chia lìa với người chị khi còn bé, được trưởng thông làng Gotal bên cạnh đem về nuôi nấng. Khi câu chuyện bắt đầu thì Landius được 17 tuổi và sau này biết rõ thân thế của mình thuộc chủng tộc Crimso cổ đại.
Vật kỷ niệm của mẹ Landius là thủy tinh thể hiền giả được cất giữ trong làng Gotal, sau bị Gizarof dùng quỷ kế chiếm đoạt, bản thân Landius cũng bị bức khỏi làng. Trên đường tháo chạy, Landius được Macklen cứu thoát rồi nhập lưu với hai công chúa Caconsis, giải thoát em gái Leichel đang bị Gizarof giam giữ. Ở hướng C (hướng chính thống), vì phản đối việc đồng minh với ma tộc mà Landius cùng Rikky và Macklen bị bức phải xuất trận, dọc đường bị vương nữ Sherfanil vâng lệnh vua cha đem quân tấn công. Nhưng sau này, vương nữ Anjerina quá chán nản người cha vô lý nên đem quân hợp lưu với Landius. Sau này Landius đánh bại được ma thần Glazu đang thao túng tướng quân Bruno, đoạt được thánh kiếm Langrisser được phân ly từ thủy tinh thể hiền giả, đánh bại Chaos vừa mới hồi sinh. Sau đó Landius còn dùng Langrisser để đánh bại Glazu, cứu được người chị gái Emily của mình rồi hợp lưu với tướng quân Landford, đánh bại Gizarof trong trận chiến cuối cùng.
Landius là kiểu người theo chủ nghĩa hiện thực, ít khi nghĩ ánh sáng = thiện, bóng tối = ác nên được Bozel yêu thích nhất trong số loài người.
Thủy tinh thể hiền giả (賢者の水晶)
Đây là hình thức dung hợp của thánh kiếm Langrisser và ma kiếm Alhazard được hai chị em Riana và Rana phong ấn trong Langrisser II. Thủy tinh thể này được nữ thần Rushiris bảo quản ở thiên giới Neo Gloria nhưng 30 năm trước (kể từ thời điểm bắt đầu câu chuyện) nó bị tà thần Gendrasil đánh cắp mang xuống trần gian rồi rốt cuộc được cất giữ ở làng Gotal. Sau khi giải trừ phong ấn cho thủy tinh thể này thì lộ ra Langrisser và Alhazard, nhưng bản thân thủy tinh thể này khi chưa giải phong ấn đã là một vật thể tăng cường ma thuật rất lớn nên đều bị Gizarof và Bozel tranh giành. Trong Langrisser V, đoạn mở đầu có nói rõ thủy tinh thể hiền giả chính là dung hợp giữa thánh kiếm và ma kiếm, có thể là do Gendrasil đã cho Gizarof biết điều này.
Anjerina (アンジェリナ, lồng tiếng： Kuwashima Houko)
Công chúa thứ hai của vương quốc Caconsis, em song sinh với công chúa Sherfanil. Lúc câu chuyện bắt đầu, Anjerina được 16 tuổi. Lúc còn nhỏ, có lần Anjerina đi lạc trong rừng và gặp được Landius, cả hai cùng tìm được đường ra khỏi rừng. Lúc đó Anjerina nhặt được mặt dây chuyền do Landius đánh rơi và từ đó luôn mang theo bên mình, phát sinh tình cảm với Landius. Ở đầu game, chị em Anjerina bị Gizarof mưu sát nhưng được Landius giúp đỡ, sau đưa các ân nhân của mình về Caconsis.
Ở phần giữa, Anjerina là người biết rõ phó tướng Emily phe liên bang với Landius có quan hệ máu mủ. Ở phần cuối, nếu chọn đi hướng C thì đây cũng là nhân vật có nhiều quan hệ với Landius nhất. Anjerina đã chống lại lệnh vua cha, vào phe Landius mà đánh lại đất nước mình, nhưng sau khi giết chết Bruno là kẻ gây phản loạn, đã hòa giải với chị mình là Sherfanil và cùng Landius đánh bại Gizarof trong trận chiến cuối cùng.
Sherfanil (シェルファニール, lồng tiếng： Iwao Junko)
Công chúa thứ hai của vương quốc Caconsis, chị song sinh của công chúa Anjerina. Sherfanil tính cách ôn hòa, hiền hậu và là người luôn an ủi bọn Landius khổ sở vì tính ích kỷ của quốc vương Caconsis.
Sherfanil cũng là người có khả năng pháp thuật cao cường gần với Leichel, và tuy cử chỉ điềm đạm nhưng lại có khả năng nhìn xa trông rộng, tính quyết đoán. Điều này thể hiện rõ ở hướng C, khi Sherfanil vâng lệnh vua cha đem quân tiêu diệt Landius, cho em gái Anjerina về phe Landius và giao hẹn dù bên nào thắng cũng là người sống sót để nối nghiệp vương gia. Dựa vào đoạn hội thoại với Leichel cũng biết được Sherfanil cũng mến mộ Landius.
Leicheil (レイチェル, lồng tiếng： Sumitomo Yuko)
Con gái của trưởng thôn Gotal, người nuôi nấng Landius. Leicheil được 15 tuổi tại thời điểm bắt đầu câu chuyện, là chị của Rikky. Nhân vật này có tính cách ủy mị, hay dựa dẫm và Landius nhưng cũng cho thấy tính khoan dung khi biết được Emily là chị ruột của Landius, chấp nhận là chị ruột mình ở hướng chính quy C.
Leicheil sở hữu khả năng chịu đựng ma thuật cao độ nên bị Gizarof bắt cóc ở phần đầu của game để làm vật thí nghiệm, sau được Landius cứu thoát và trốn về Caconsis. Ở phần cuối game, Leicheil lại bị Gizarof bắt cóc lần nữa, tẩy não và biến thành dụng cụ điều khiển bộ giáp chiến binh khổng lồ.
Tùy vào hướng đi của người chơi mà kết thúc Leicheil có thể khác nhau. Ở hướng A, sau khi đánh bại Gizarof thì Leicheil cũng chỉ còn lại cái xác không hồn. Ở hướng B, Leicheil bị Bozel tẩy não thêm lần nữa và có thể sống sót ở đoạn kết, nhưng cũng có thể không, phụ thuộc vào việc người chơi có giết chết Jessica trước turn 20 hay không. Ở hướng C, Leicheil hoàn toàn được cứu sống sau khi đánh bại Gizarof.
Gaiflem (ガイフレーム)
Món binh khí khổng lồ được sử dụng vào mục đích chiến tranh của tộc Crimso. Khác với Galtock (ガルツォーク) trong Langrisser III, Gaiflem ở đây không phải là cỗ máy điều khiển bằng remote control mà phải có người cưỡi. Leicheil được Gizarof biến thành người điều khiển Gaiflem vì khả năng chịu đựng ma thuật của cô. Gaiflem cũng có kích thước khá nhỏ so với Galtock nhưng có sức mạnh hơn cả tà thần Gandrasil. Và Gaiflem cũng không giống Galtock vốn có chức năng pháo kích, cỗ máy này chỉ được dùng để tấn công trực tiếp.
Macklen (マクレーン, lồng tiếng： Kamiya Hiroshi)
Nhân vật bị Gizarof cải tạo. Thời điểm câu chuyện bắt đầu, Macklen được 28 tuổi. Trên đường đi tìm lại người em gái đã bị bắt cóc cùng với mình và không rõ tung tích, Macklen gặp nhóm Landius đang bị quân Gizarof truy đuổi và giúp họ đẩy lùi quân địch.
Macklen bị Gizarof dùng làm vật thí nghiệm, cấy cơ quan tăng cường sức mạnh vào trong cơ thể nhưng lại không thể phát huy được sức mạnh ma thuật nên bị Gizarof xem là thứ phế phẩm. Macklen vốn là con một nhà giàu có nên có nhiều kiến thức về địa lý, binh thuật và đóng vai trò tham mưu trong quân Landius.
Ban đầu Macklen theo Landius vì lý do cùng có kẻ thù chung là Gizarof, nhưng sau sinh lòng yêu thích Landius và là nhân vật không bỏ rơi Landius trong bất cứ hướng đi nào. Ở hướng C, sau khi kết thúc chiến tranh, Macklen đã từ chối chức tướng quân Caconsis và Regenburg, đi theo Jessica đến cảng Fijit và bị cuốn vào cuộc chiến ở đại lục El Sallia.
Rikky (リッキー, lồng tiếng： Ishikawa Hideo)
Con trai trưởng thôn Gotal, em trai Leicheil. Lúc bắt đầu câu chuyện, Rikky được 14 tuổi và là nhân vật có tính cách hơi lập dị, ăn to nói lớn và thường bị Macklen châm chọc. Rikky cùng Landius trốn thoát khỏi làng khi quân liên bang mượn cớ thu thuế để tấn công. Rikky say mê công chúa Sherfanil.
Willer (ウィラー, lồng tiếng： Nojma Kenji)
Đô đốc của vương quốc Caconsis, một thiên tài quân sư nhưng kiếm thuật thì dở tệ. Tốt nghiệp trường sĩ quan Regenburg cùng với Lanford nhưng chỉ ở mức đậu chót vì khả năng chiến đấu tồi tệ, bù lại có cái đầu chiến thuật tính toán siêu đẳng.
Willer là kiểu nhân vật thích hợp với vị trí chỉ huy hơn là xông trận. Mưu lược của Willer không mấy người hiểu được, và vì phục vụ một ông vua bất tài bạc nhược như Caconsis nên tài năng của Willer không được phát huy. Chỉ sau khi hợp tác với Landius, sức mạnh chỉ huy của Willer mới được bộc lộ thực sự. Ở hướng C, vì Gizarof bắt cóc trẻ cô nhi uy hiếp nên Willer buộc lòng hợp tác với hắn, sau được Landius cứu mà quay lại với Caconsis.
Selena (セレナ, lồng tiếng： Asada Youko)
Nữ tướng quân dưới quyền Willer. Selena thầm yêu mến Willer nhưng chỉ dám thổ lộ tình cảm ở hướng C.
Lanford (ランフォード, lồng tiếng： Yasui Kunihiko)
Một trong các tướng quân của liên bang vương quốc Regenburg. Lanford tuy xuất thân từ quý tộc nhưng quan niệm rất bình đẳng, không bao giờ đặt tiêu chí thân phận trong việc tuyển chọn thuộc hạ. Thời điểm bắt đầu câu chuyện được 26 tuổi. Ban đầu rất ngại tiếp xúc với tướng quân Baruk vì người này vốn ghét quý tộc, nhưng sau nhờ phó tướng Emily hòa giải mà trở thành bạn thân với Baruk.
Lanford là người chống đối Gizarof rõ ràng nhất trong số thành phần cao cấp của liên bang. Khi Gizarof tấn công làng Gotal, Landford đã nghi ngờ và giúp bọn Landius trốn thoát. Ở hướng C, sau khi Gizarof sắp xếp cho con trai là Kuruga lên làm vua, Landford đã chống đối và phò tá vương tử Flederick lật đổ Gizarf, nhưng sau vương tử bị ám sát, lực lượng chống đối bị giải tán và Landford phải quay về chịu lệnh Gizarof. Nhận lệnh tấn công của Caconsis của Gizarof, Landford hay tin phó tướng của mình là Emily gặp nạn. Sau khi được Landius giúp giải tà thần Glazu ra khỏi cơ thể Emily thì Landford nhập hội Landius, cùng đánh vào cứ điểm của Gizarof.
Emily (エミリー, lồng tiếng： Mannaka Yukiko)
Phó tướng quân liên bang Regenburg, thuộc quyền chỉ huy của Landford. Emily thuộc chủng tộc Crimso, tên thật là Emiliel, là chị gái của Landius. Thời điểm bắt đầu câu chuyện được 21 tuổi.
Khi làng Lerio bị lũ lụt, cha Emily đã bỏ mạng khi che chở cho con gái, còn mẹ và em trai bị nước cuốn trôi đến chỗ khác. Emily được nuôi lớn trong cô nhi viện rồi vào trường sĩ quan Regenburg. Vì không có thân thế nên Emily thường bị các quý tộc khác như Ardan khinh miệt, nhưng lại được Landford và Baruk quý mến vì tài năng và nhân cách.
Ở hướng C, Emily bị ma thần Glazu nhập xác nhưng sau nhờ sức mạnh của Langrisser mà được cứu thoát. Sau trận đánh cuối cùng, Emily và Landford kết hôn với nhau.
Baruk (バルク, lồng tiếng： Sakamoto Seigo)
Một trong các tướng quân của liên bang Regenburg. Thời điểm bắt đầu câu chuyện được 35 tuổi nhưng cứ nghĩ mình đã già lắm. Baruk là người có thực lực, đi lên từ xuất thân thấp kém nên bị các quý tộc khinh thường và cũng nổi tiếng là người rất ghét quý tộc.
Ban đầu Baruk cũng không ưa Landford xuất thân từ quý tộc nhưng sau nhờ Emily hòa giải mà trở thành bạn thân. Baruk là người luôn quan tâm đến thuộc hạ nên được cấp dưới hết sức trọng vọng. Trong mọi hướng đi, Baruk luôn có kết cục chết trận.
Gizarof (ギザロフ, lồng tiếng： Shibata Hidekatsu)
Một trong các tướng quân của liên bang Regenburg, là kẻ chủ mưu gây ra chiến loạn. Sau Gizarof lập mưu hại chết nguyên soái Rivas rồi chiếm luôn chức này.
Gizarof là một thiên tài ma thuật, chiến thuật, chính trị nhưng là kẻ chấp ngã quá lớn, không bao giờ tin kẻ khác ngoài mình, và lợi dụng bất cứ thứ gì có thể lợi dụng được. Gizarof cũng lợi dụng tà thần Gendrasil để có được sức mạnh, có được tri thức sản xuất con người nhân tạo. Gizarof dùng ma nhãn để mê hoặc và hại chết đại vương Cleones.
Kuruga (クルーガー, lồng tiếng：Takatsuka Masaya)
Con trai Gizarof, ban đầu chỉ giữ chức đội trưởng nhưng sau thăng cách làm tướng quân khi Gizarof lên làm nguyên soái. Được Gizarof sắp xếp hôn sự với công chúa Ronzensil, sau Kuruga chính thức trở thành đại vương của liên bang Regenburg.
Ở hướng C, Kuruga biết mình chỉ là một bản sao được sinh ra từ tế bào của Gizarof nên mang lòng oán hận Gizarof, mượn sức mạnh của tà thần Gendrasil để đánh bại người trước đây gọi là cha, nhưng lại bị tà thần lợi dụng cơ thể.
Tà thần Gendrasil (邪神ゲンドラシル, lồng tiếng： Inada Tetsu)
Tà thần bắt tay với Gizarof, là dạng tồn tại dưới thần cách, thấp kém hơn Rushiris và Chaos. Gendrasil được sinh ra từ oán niệm của kẻ bại trận và ăn linh hồn của họ. Tà thần Gendrasil đã đánh cắp thủy tinh thể hiền giả ở Neo Gloria 30 năm trước, nhưng bị Rushiris tấn công nên không còn tồn tại được ở dạng vật thể mà chỉ tồn tại ở dạng ý thức, dùng ma thuật và sức mạnh của mình để giúp đỡ Gizarof.
Ở hướng C, tà thần Gendrasil lợi dụng lòng oán hận của Kuruga mà chiếm lấy cơ thể của hắn, đánh nhau với Gizarof nhưng thất bại rồi bị Gizarof hấp thu sức mạnh.
Ma thần Glazu (魔神グラーズ, lồng tiếng： Sakamoto Seigo)cánh tay phải của tà thần Gendrasil, có khả năng nhập vào cơ thể con người mà thao túng ý thức của họ.
Ở hướng C, Glazu thao túng tướng quân Bruno, ám sát quốc vương Caconsis. Sau đó chuyển sang cơ thể của thừa tướng liên bang Regenburg, sát hại vương tử Flederick. Khi thừa tướng bị bắt, Glazu liền chuyển sang cơ thể Emily nhưng ngay sau đó bị Landius dùng thánh kiếm Langrisser tống ra rồi đánh chết. Ma thần Glazu là nhân vật trực tiếp và gián tiếp gây ra nhiều cái chết nhất trong Langrisser IV.
Chaos (カオス, lồng tiếng： Sasaoka Shigezou, Watanabe Takeshi, Satou Masaharu)
vị thần hỗn mang, tượng trưng của ma tộc, là bản thể của bóng tối. Khó có thể nói Chaos là một ác thần, một tà thần, là hiện thân của tà ác mà chỉ có thể nói rằng Chaos cũng là sức mạnh của thế giới giống như Rushiris, là sự bất diệt giống như bóng tối và đối lập hoàn toàn với Rushiris.
Dựa theo lời thoại trong series Langrisser thì Chaos có những đặc điểm là "đối tượng tôn thờ của ma tộc", "xuất hiện khi thế giới đình trệ và hủy diệt nó", "có mục đích thúc đẩy sự phát triển của văn minh".... Chaos còn được cho là chủ thể của ma kiếm Alhazard, là thần cách của bóng tối và sự hỗn mang. Sau khi bị tiêu diệt trong các phiên bản Langrisser, Chaos luôn báo trước sẽ xuất hiện trở lại khi thế giới cần đến sự hỗn mang, cần đến loạn lạc.
Bozel (ボーゼル, lồng tiếng： Shiozawa Kaneto)
vương tử bóng tối, đại diện của Chaos. Bozel căm ghét những kẻ cuồng tín vào ánh sáng, trái lại rất yêu thích những kẻ có năng lực. Bozel không phải là cái tên của một nhân vật cụ thể nào, không phải là sự tồn tại cụ thể nào mà chỉ là một cái tên giả, một danh xưng mang tính tượng trưng được ban cho kẻ phụng sự Chaos.
Giống như Chaos và bóng tối, Bozel không bao giờ bị tiêu diệt hoàn toàn mà chỉ tạm thời rút lui. Bozel là nhân vật thường xuất hiện trong các phiên bản Langrisser, có thể hồi sinh nhiều lần. Bozel là thân bất tử, chừng nào còn ma kiếm Alhazard và khi nhân vật Bozel mới chưa được khai sinh. Trong Langrisser IV, ban đầu Bozel lấy tên là ma thuật sư Featora (魔術師フェアラート) và là lần đầu tiên, có lẽ là duy nhất trong lịch sử Langrisser, Bozel lại hợp tác với con người nhằm đoạt lấy thủy tinh thể hiền giả đang nằm trong tay Gizarof.
Rushiris (ルシリス, lồng tiếng： Matsudaira Akiko trong Langrisser II, Inoue Kikuko trong các phiên bản sau)nữ thần ánh sáng cai quản thiên giới Neo Gloria. Rushiris là nữ thần của pháp luật, thịnh trị, an thái và lòng từ bi, do đó đối lập hoàn toàn với Chaos. Rushiris là hiện thân thần cách hóa của ánh sáng, đối nghịch với Kaos. Thánh kiếm Langrisser là do Rushiris cải tạo từ thanh kiếm phá tà của tộc Crimsolander.
Jessika (ジェシカ, lồng tiếng： Satou Ai, Hisakawa Aya, Ban Keiko, Maeda Ai)
Đây là nhân vật luôn xuất hiện trong mọi phiên bản Langrisser. Jessika là người biết rõ bí mật của Langrisser, dùng thuật tái sinh để tồn tại cả ngàn năm với dung nhan không hề thay đổi. Nhiệm vụ của Jesshika thường là hướng dẫn các hậu duệ của ánh sáng trong cuộc đấu tranh với bóng tối, với tà ác.